# Rudolf nyugati frank király
Burgundi Rudolf (franciául: Raoul de Bourgogne), (890 körül – Auxerre, 936. január 15.) francia király 923-tól haláláig.

## Családja
Burgundi Richárd (Burgundia hercege) és Adelaide grófnő elsőszülött fia volt. A szülők 888-ban házasodtak össze. Rudolfnak született még öt testvére, két fiú és három leány.
Rudolf apai nagyszülei Gorzei Bivin, frank származású nemesember a Bosonid-dinasztiából és Richildis grófnő, idősebb Boso Valois gróf második leánya. Anyai nagyszülei II. Konrád auxerre-i gróf és Wormsi Waldrada (régebben Judit), aki Friuli Eberhard herceg legkisebb leánya.

### Testvérei
- Hugó (? – 952), más néven Fekete Hugó, aki 923-ban lett Burgundia hercege. Nem tudni pontosan, megnősült-e valaha. Egy biztos, halála után Autun, Troyes, Avallon és Dijon grófja, Chaloni Gilbert (Hugó húgának, Ermengardnak a férje) követte őt a hercegi székben mint neje társuralkodója.
- Boso
- Ermengard, Chaloni Gilbert hitvese, akinek két leányt (Adelais és Liutgarde) szült.
- Adelheid, II. Reginár hainaut-i gróf felesége, akinek három gyermeket (Reginár, Rudolf és Lietard) szült.
- Richilda, I. Litaud mâcon-i gróf felesége lett.

## Élete
A 30 esztendős Rudolf 921-ben nőül vette a 26 éves franciaországi Emma hercegnőt, I. Róbert király és második felesége, Vermandois-i Beatrix grófnő leányát. 13 évig tartó házasságukból egyetlen fiúgyermek született, Lajos, aki 934-ben, még gyermekként meghalt.
Rudolfot 923-ban a nemesek megválasztották a Nyugati Frank Királyság királyának, így néhai apósát, I. Róbertet követte a trónon. Az újdonsült uralkodót Walter, Sens érseke koronázta meg 923. július 13-án, vasárnap, Soissons városában. Amikor felkenték őt királlyá, lemondott Burgundia hercegi címéről, melyet két évig birtokolt, s átadta azt öccsének, Fekete Hugónak. Csakhogy a Karoling-házból származó III. Károly, aki 898 és 922 között volt a Nyugati Frank Királyság királya (911 és 919 között pedig Lotaringia uralkodója), még életben volt, és szintén igényt tartott erre a koronára.
Azonban Rudolf sógora, II. (Vermandois-i) Herbert gróf, aki feleségül vette Emma királyné testvérét, csapdát állított Károlynak. Találkozóra hívta őt, ahol elfogatta és foglyul ejtette, majd pedig börtönbe vetette Károlyt. Rudolf egyik első uralkodói intézkedése az volt, hogy sereget vezetett I. Henrik német király ellen, aki egy évvel korábban, Jülich tartományban még szövetségre is lépett Rudolf néhai apósával, I. Róbert királlyal. A lotaringiai uralkodó, együtt a német királlyal, személyesen is találkozott Rudolffal s annak hatalmas hadseregével. Megbeszélésük végül egy újabb békekötéssel zárult. Habár 925-ben az akkori német uralkodó megtámadta a köpönyegforgató Gilbertet, Lotaringia hercegét, aki már előtte is sorozatosan váltogatta, hogy épp kinek az oldalán áll, és Henrik király megszerezte Franciaországtól a Lotaringia feletti rendelkezési jogot, Rudolf – jelen helyzetében – nem volt olyan katonai helyzetben, hogy ellenálljon Henrik ezen törekvéseinek.
924 körül már viking hadak is fenyegették a Nyugati Frank Királyságot, azon belül pedig a Loire völgyét. Nagy Hugó, Emma testvére is veszélybe került emiatt, ám Rudolf nem lépett közbe. A hódító seregek hamarosan megtámadták Burgundiát, Rudolf testvérének tartományát, s el is foglalták azt, majd pedig a csapatok tovább vonultak Melun irányába, s így már Rudolf birodalmába is behatoltak. Ekkor már a francia király is úgy érezte, ellenállásra lesz szükség, ezért saját hűbéresei és sógora, Herbert gróf katonai segítségét kérte, majd pedig Burgundiában kezdett el további csapatokat toborozni. Ezek után Nagy Hugót is szerencsésen meggyőzte arról, hogy embereivel csatlakozzon hozzájuk egy esetleg kirobbanó harc esetén. A betörő vikingek végül kivonultak az országból, ám a normannok, akiket még 911-ben III. Károly telepített le Rouen közelébe, hirtelen fellázadtak, s portyázva végigsöpörtek azon a régión. Herbert és I. Arnulf flamand gróf katonákkal támogatta Rudolfot azokban a zűrzavaros időkben, s sikeresen bevették az észak-franciaországi Eu városát, ám a Fauquemberguesand közelében vívott ütközetben Rudolf megsérült, Ponthieu grófot (II. Helgaud) pedig megölték. Sok normann felkelő is elesett ebben a csatában.
Ugyancsak 926-ban történt, hogy Rudolf tárgyalásokba kezdett Vak Lajossal, Provence királyával a magyarok kapcsán, akik akkoriban telepedtek le Európában, Lajos pedig fenyegetve érezte magát általuk. Sajnos igaza is lett, mivel 930-ban a magyarok megszállták Reims környékét, ám kivonultak onnan, mielőtt még Rudolf serege lerohanta volna őket. (Lajos még 928-ban meghalt.) 935-ben a magyarok már Burgundiát is megszállták, Rudolf pedig haladéktalanul odaküldte hatalmas seregét, minek láttán az ellenség harc nélkül megfutamodott. Ennek következtében mind a vikingekkel, mind pedig a magyarokkal szemben biztonságba került Franciaország, s ez az állapot még Rudolf halálakor, vagyis egy év múlva is érvényben volt.
II. Herbert vermandois-i gróf, Emma királyné nővérének, Adélnak a férje, arra használta foglyát, a trónjától megfosztott III. Károlyt, hogy kieszközölje Rudolfnál saját fiai, Odó és Hugó előmenetelét. 925-ben Hugó számára a reims-i érseki széket szerette volna megszerezni, Odónak pedig Picardy megye vezetését kívánta biztosítani 927-ben. Rudolf azonban nem hagyta magát zsarolni, ezért Herbert behódolásképpen William Longsword (Normandia hercegének, Rollónak a fia) elé vitte Károlyt, onnan pedig Reims-be, hogy az egykori király győzze meg X. János pápát Hugó (Herbert fia) érseki kinevezéséről. 928-ban aztán Herbert elérte, amit akart, megszerezte Odó nevű fia számára Pikárdia megye irányítását, csakhogy Károly egy év múlva meghalt Péronne városában, ezért az egykori uralkodó halálával Vermandois grófja elveszítette az „alku tárgyát” Rudolffal szemben.
Azzal, hogy Rudolf király legyőzte a vikingeket Limousinnál, elnyerte az aquitániai nép hűségét is, valamint William Longsword, Normandia újdonsült hercege is hivatalosan behódolt neki. Ennek ellenére Rudolf 929-ben megpróbálta csökkenteni Ebalus poitou-i gróf és aquitániai herceg befolyását és hatalmát, továbbá a Charroux lordja által kormányzott régió határvidéke a király közreműködésével vált független tájegységgé. Egy furcsa diplomáciai fordulat eredményeképpen Rudolf pont Ebalusszal kötött katonai szövetséget, abból a célból, hogy együtt rombolják le Dél-Franciaországban az utolsó viking katonai erődöket is. 931-ben Rudolf sógora, a köpönyegforgató Herbert ellen fordult, Reims-be utazott, és saját jelöltjét, Artaldot ültette az ottani érseki székbe, Herbert fia, Hugó helyére. Ezután Rudolf és emberei, köztük Rudolf sógora, Nagy Hugó, tovább nyomultak előre a megyében, és sorra gyújtották fel Herbert gróf ottani várait. A sarokba szorított árulót, Herbertet végül 933-ban ugyanabba a börtönbe zárták be (Château-Thierry városában), ahol korábban már a néhai III. Károly is évekig raboskodott. A grófot egy év múlva engedték szabadon, 935-ben pedig Rudolf és Herbert kibékült egymással.
Rudolf 935 legvégén megbetegedett, s pár hónap haldoklás után, 936. január 14-én vagy 15-én, körülbelül 46 éves korában elhunyt. Rudolfot az utókor néha összetéveszti anyai nagybátyjával, I. Rudolffal, Felső-Burgundia második királyával.